# ПСМ
ПСМ (Пистолет самозарядный малогабаритный, индекс ГРАУ — 6П23) — самозарядный пистолет, разработанный коллективом конструкторов тульского ЦКИБ СОО (Т. И. Лашнев, А. А. Симарин и Л. Л. Куликов) под патрон 5,45×18 мм.

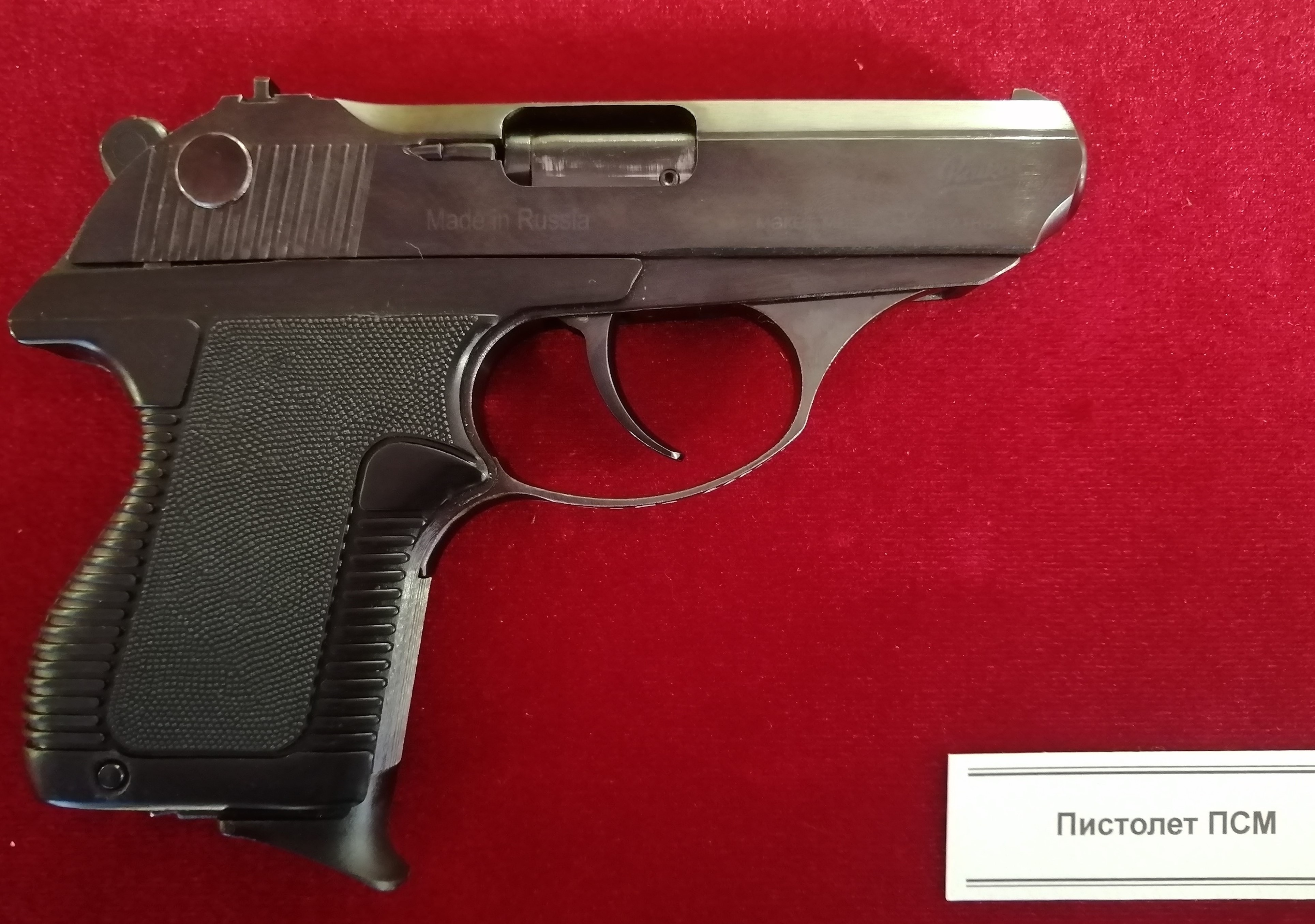
Пистолет ПСМ с увеличенными щечками рукоятки

## История
ПСМ был создан по заданию на разработку малогабаритного пистолета для вооружения высшего командного состава Советской армии, оперативных групп КГБ СССР и МВД СССР. Основными требованиями являлись минимальные габариты и масса при отсутствии выступающих деталей. Работы по созданию оружия проводились с 1970 по 1972 г. После государственных испытаний, пистолет ПСМ был принят на вооружение КГБ СССР и МВД СССР в 1974 году. В том же году началось его серийное производство.
На постсоветском пространстве ПСМ используется до настоящего времени в качестве оружия оперативных сотрудников правоохранительных органов и спецслужб, а также оружия самозащиты постоянного ношения для армейского генералитета и руководства силовых структур. Также является наградным оружием.

## Описание
Компактный и плоский, ПСМ оптимизирован для скрытного ношения. От других малогабаритных пистолетов ПСМ отличается высоким пробивным действием благодаря специально сконструированному патрону. В пистолете использовался новый патрон 5,45×18 мм.
В целом пистолет за всё время эксплуатации зарекомендовал себя безотказным, удобным в обращении, безопасным, точным и долговечным оружием.

### Конструкция
Автоматика работает по схеме использования отдачи при свободном затворе. УСМ куркового типа, двойного действия, с автоматической постановкой курка на предохранительный взвод. Затвор по израсходованию всех патронов становится на затворную задержку. На левой стороне затвора расположен рычаг флажкового предохранителя, являющийся также рычагом безопасного спуска курка с боевого взвода. Во включённом состоянии предохранитель блокирует курок, спусковой крючок и затвор. В нижней части рукоятки размещена защёлка магазина.
На ПСМ советского производства щёчки рукоятки изготовлены из алюминиевого сплава, позже в производство запущены щёчки из пластика, имеющие более удобную форму.
Высокое пробивное действие позволяет уверенно поражать цель за лёгким укрытием или в бронежилете первого класса, а настильная траектория полёта способствует более однообразному прицеливанию при стрельбе на различные дистанции. Недостатком пистолета ПСМ является слабое останавливающее действие малокалиберной пули.

## Варианты и модификации
В 1990-е годы Ижевский механический завод начал выпуск коммерческих вариантов пистолета ПСМ в экспортном исполнении:
- ИЖ-75 (экспортная модель — IZH-75, с сентября 2008 года MP-75) — коммерческая модель под патрон 5,45×18 мм.
- Байкал-441 — коммерческая модель под патрон 6,35×15 мм Браунинг (.25 ACP). Отличается от базовой модели более толстыми щёчками рукоятки, регулируемым прицелом и указателем наличия патрона в патроннике.[2]

### Травматические и газовые пистолеты
В 1990-е годы для российского рынка гражданского оружия самообороны были разработаны и серийно выпускались газовые пистолеты 6П37 и ИЖ-78. Несколько позже был создан травматический пистолет ИЖ-78-9Т под патрон 9 мм Р.А.
На Украине с начала 2000х годов харьковским предприятием ООО «СОБР» производится ещё один травматический пистолет, ПСМ-Р под патрон 9 мм Р. А. путём конверсии отработавших ресурс боевых пистолетов ПСМ.

## Страны-эксплуатанты
- СССР
- Армения: находится на вооружении отдельных категорий сотрудников полиции[3];
- Беларусь — вооружённые силы[4], таможенные органы[5];
- Казахстан — финансовая полиция[6].
- Кыргызстан — является наградным оружием[7].
- Молдова — разрешён в качестве служебно-штатного оружия, используемого предприятиями, учреждениями и организациями при осуществлении возложенных на них задач по охране собственности, защите жизни и здоровья людей, природы, природных ресурсов, а также должностными лицами (может быть выдан в качестве личного оружия президенту страны, членам правительства, депутатам парламента, председателю Верховного Суда и председателям судов, а также прокурорам всех уровней и их заместителям)[8].
- Монголия[9].
- Россия — на вооружении сотрудников ФСО РФ, фельдъегерской службы и инкассаторов[10], в декабре 1998 года принят на вооружение Федеральной службы судебных приставов[11], с 1999 года находится на вооружении прокуратуры РФ в качестве оружия самозащиты для прокуроров[12]. В декабре 2005 года внесён в перечень наградного оружия[13].
- Украина — советские ПСМ остались на вооружении, но их количество уменьшилось[14][15]. Является наградным оружием[16][17].